# کالای مجموعه‌ای

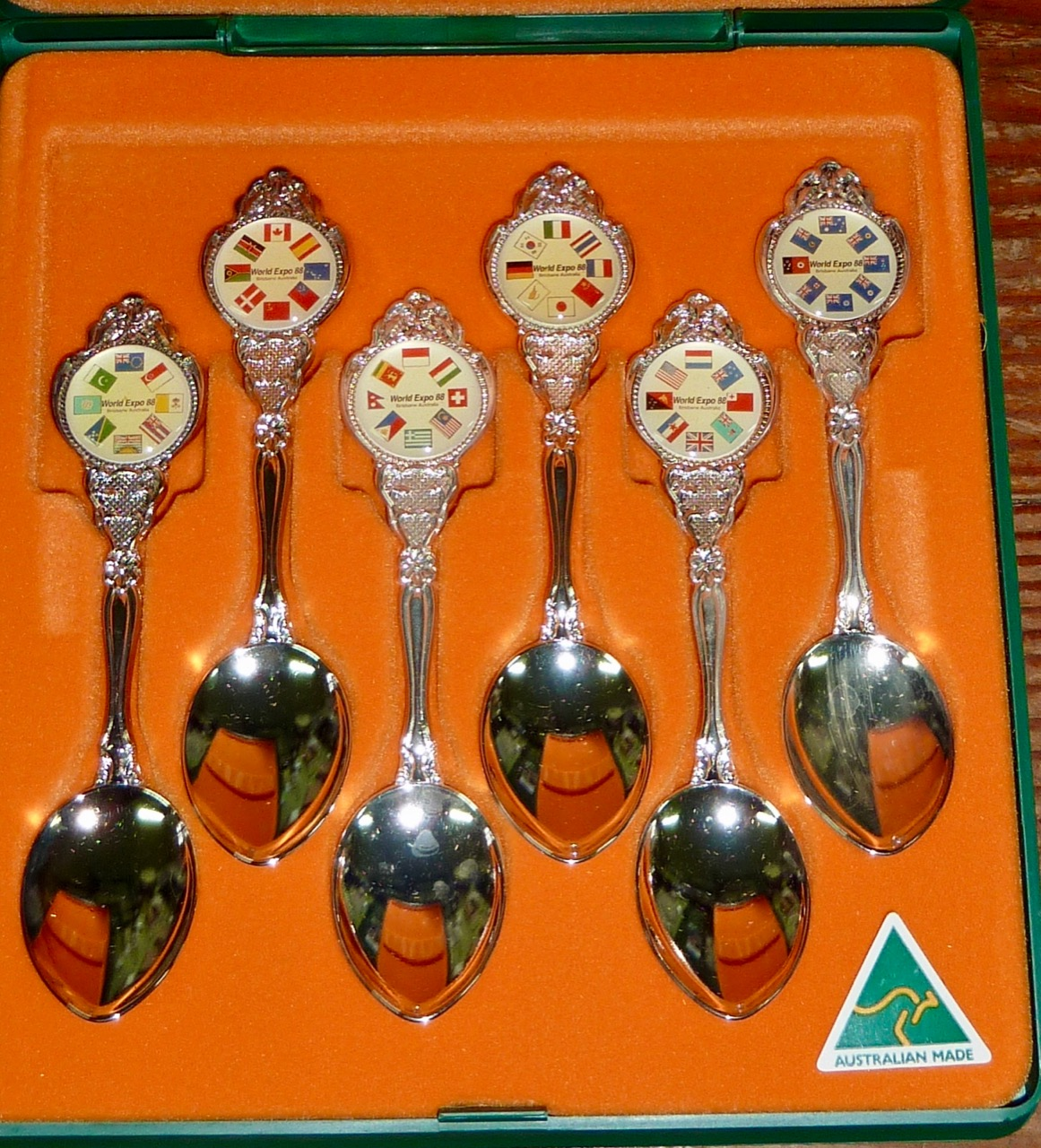
مجموعه‌ای از قاشق چای‌خوری کلکسیونی از نمایشگاه جهانی ۸۸

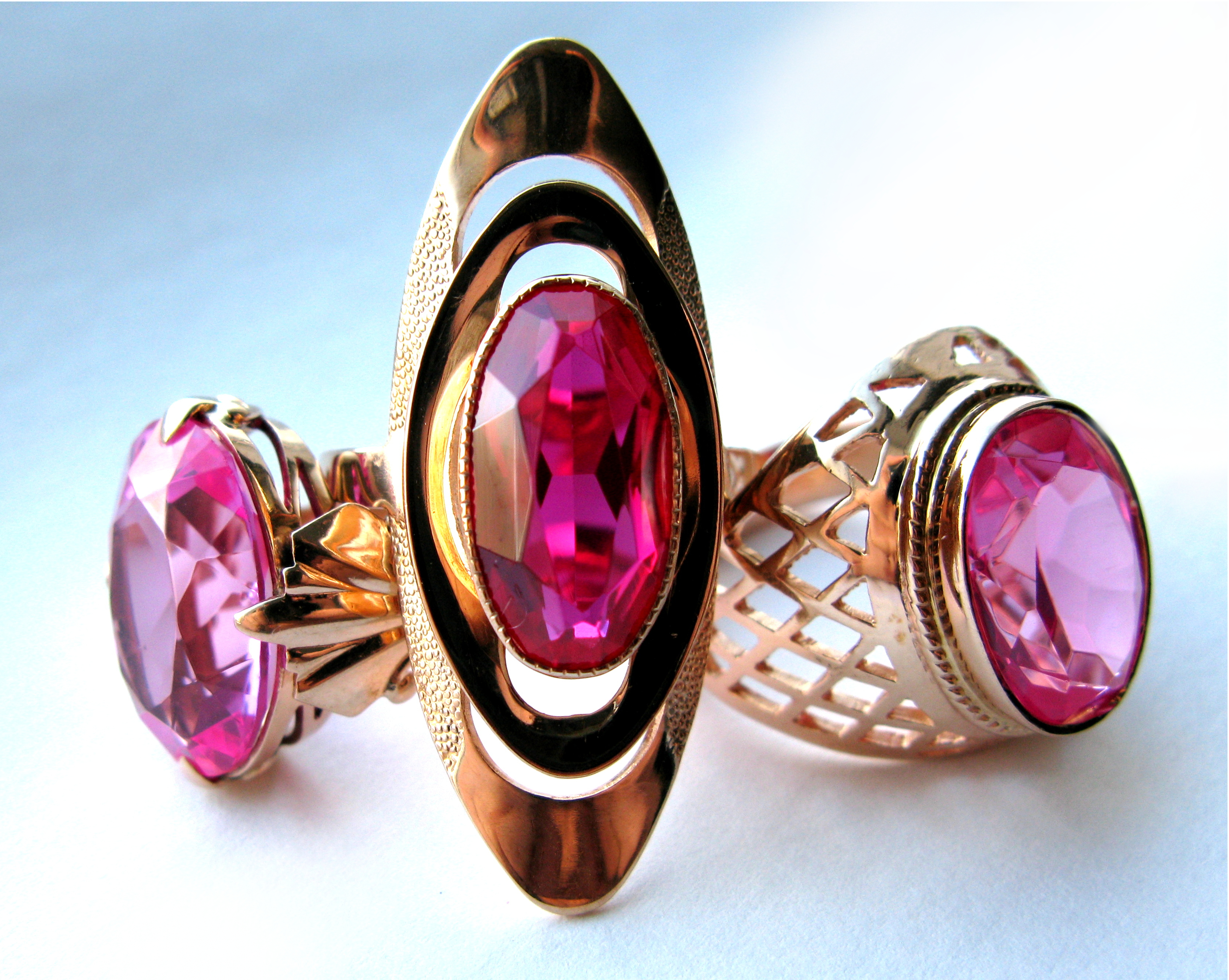
حلقه‌های طلای کلکسیونی شوروی با یاقوت

کالای مجموعه‌ای (به انگلیسی: Collectable) (کالای کلکسیونی Collectible)، به هر شیئی گفته می‌شود که برای یک مجموعه‌دار ارزش یا علاقه داشته باشد. اقلام قابل جمع‌آوری لزوماً از نظر پولی ارزشمند یا غیرعادی نیستند. انواع مختلفی از مجموعه‌ها و اصطلاحات برای نشان دادن آن انواع وجود دارد. عتیقه به کلکسیونی گفته می‌شود که قدیمی باشد. کنجکاوی چیزی است که منحصر به فرد، نامعمول یا شگفت به نظر می‌رسد، مانند یک نمونه زینتی. کلکسیون کالاهای ساخته‌شده به‌طور خاص برای جمع‌آوری توسط افراد ساخته شده‌است.